# Übergabegruppe
Eine Übergabegruppe ist eine Gleisanlage, die das nationale Eisenbahnnetz mit einer privaten Anschlussbahn (zum Beispiel einem Industriestammgleis), einer Werksbahn, einer Hafenbahn oder einer Straßenbahn gleicher Spurweite verbindet. Sie dient dem Güterverkehr und ermöglicht den Austausch von Wagengruppen und Zügen zwischen der Staatsbahn (Ferngüterzügen) und den jeweiligen, meist nicht-staatlichen, Betreibern der Anschlussgleise. Solche Übergabefahrten werden mittels Nahgüterzügen durchgeführt.
Übergabegruppen sind immer dann notwendig, wenn beide Bahnen den Verkehr mit eigenen Triebfahrzeugen abwickeln, diese aber nicht auf die jeweils andere Bahn übergehen können oder dürfen.
Der Umfang und die Ausgestaltung einer Übergabegruppe hängt vom zu bewältigendem Wagenaufkommen ab. Im einfachsten Fall besteht eine Übergabegruppe aus einem Gleis für zu übergebende Wagen, einem Gleis für zu übernehmende Wagen und einem Umsetzgleis für Triebfahrzeuge. Oft ist auch ein Ausziehgleis Bestandteil der Anlage. Die Weichen der Übergabegruppe sind üblicherweise handbedient. Die Bedienung der Übergabegruppe erfolgt als Rangierfahrt.
Bei umfangreicheren Anlagen mit hohem Verkehrsaufkommen und ferngestellten Weichen spricht man meist von einem Übergabebahnhof.